# Hieracium amnoocranum
Hieracium amnoocranum es una especie de planta con flor del género Hieracium, de la familia Asteraceae, orden Asterales.

## Distribución
Hieracium amnoocranum se distribuye por Suecia.

## Taxonomía
Fue descrita científicamente por Johanss. Fue publicada en Ark. Bot. 22A(12): 8 (1929).